# Dầu lanh

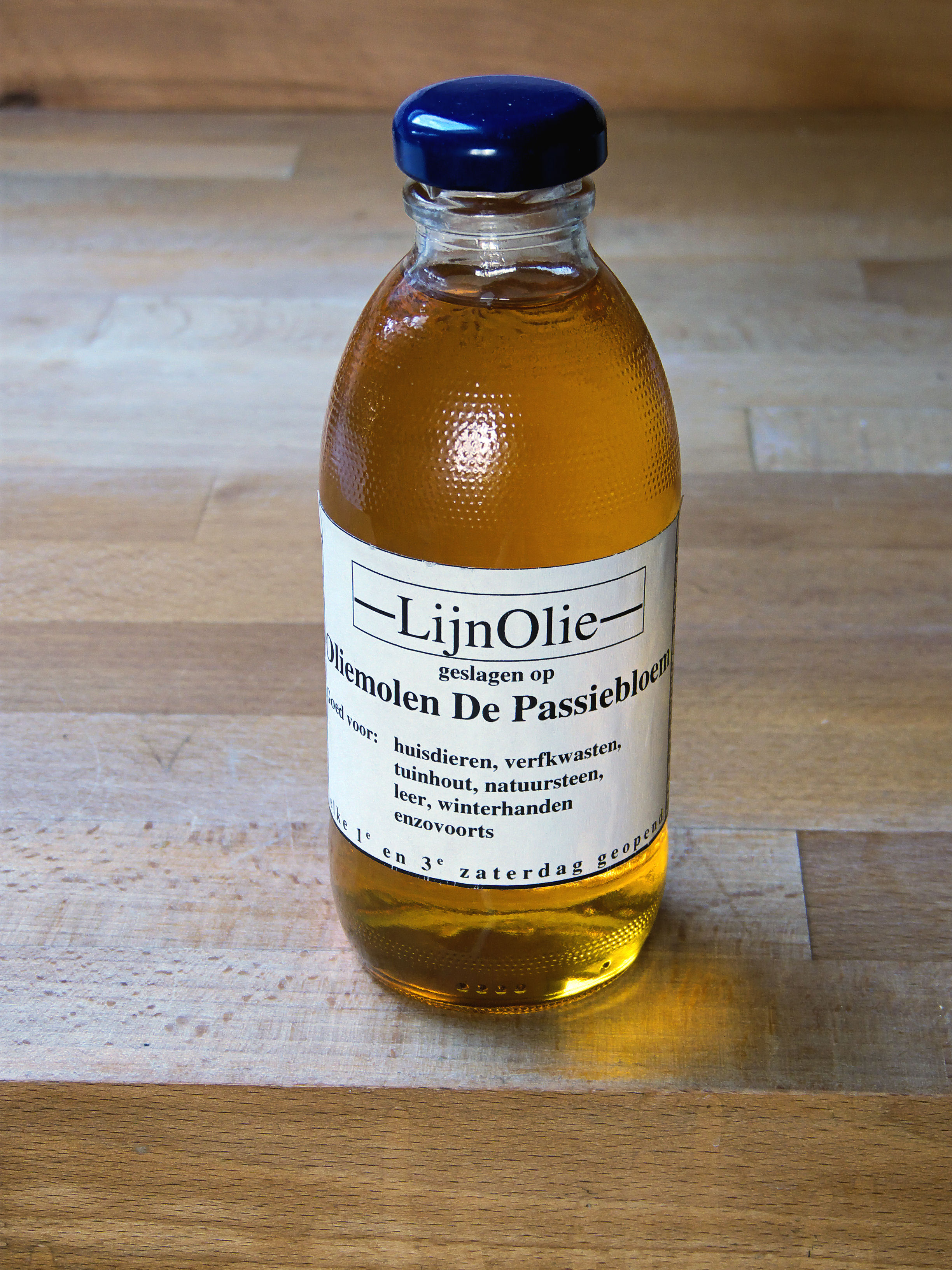
Một chai dầu lanh

Dầu lanh là loại dầu thực vật được chiết xuất từ hạt của quả lanh (tiếng Pháp: Graines de lin; Anh: Flaxseeds hoặc linseeds; La-tinh: Linum usitatissimum).  Dầu lanh có mùi thơm, có độ bay hơi chậm, bóng, lâu khô... thường được trộn với bột màu để vẽ (còn gọi là màu dầu). Dùng pha loãng sơn dầu. Dầu lanh rất dễ bị oxy hóa và rất nhạy cảm với ánh sáng.
Gần đây khoa học mới khám phá ra rằng hạt lanh – đặc biệt dầu chiết xuất hạt lanh, chứa một hàm lượng cao đến bất ngờ của Omega-3. Từ điển Cây thuốc Việt Nam (chủ biên: Võ Văn Chi) và nhiều công trình khác nữa công bố tại Việt Nam, đã lưu ý đến giá trị chữa bệnh của hạt cây Lanh.
Dầu lanh có vị ngọt của hạt trái cây lanh - quả lanh. Khi sử dụng, không nên dùng dầu lanh để nấu ăn (vì nhiệt độ cao, Omega 3 sẽ tự hủy). Cho nên chỉ nên thêm dầu lanh vào thức ăn sau khi thức ăn đã được nấu chín thì khi đó ta mới giữ được giá trị của dầu lanh cùng với hương vị đặc biệt của nó.
Ngoài ra dầu lanh còn được sử dụng trong một số loại thuốc phát sáng để làm tăng độ kết dính trong nén, tăng khả năng mồi cháy của hợp chất thuốc phát sáng.